# Чекя-Бясь
Чекя-Бясь (рос. Чекя-Бясь) — селище у Гірському улусі Республіки Сахи Російської Федерації.
Населення становить 0  осіб. Орган місцевого самоврядування — Кіровський наслег.

## Історія
Згідно із законом від 30 листопада 2004 року органом місцевого самоврядування є Кіровський наслег.

## Населення
| 2002 | 2010 |
| ---- | ---- |
| 0    | →0   |